# آري رومين
آري رومين (بالهولندية: Arie Romijn)‏ هو لاعب كرة قدم هولندي في مركز الهجوم، ولد في 4 ديسمبر 1958 في خوريكوم في هولندا. لعب مع دين بوستش وفاينورد وفيتيسه آرنهم ونادي غرونينغن.